# 亞歷山德里夫卡 (多馬尼夫卡市鎮)
47°38′0″N 30°51′12″E / 47.63333°N 30.85333°E
亞歷山德里夫卡（烏克蘭語：Олександрівка），是烏克蘭南部的村落，隸屬尼古拉耶夫州沃茲涅先斯克區的多馬尼夫卡市鎮。該村面積1.17平方公里，海拔高度29米，2001年人口398，人口密度每平方公里340.2人。